# Aurora Cano
Aurora Vázquez Cano (Ciudad de México, 21 de diciembre de 1970), conocida como Aurora Cano, es una multifacética artista escénica mexicana. En 2004 fundó la compañía Teatro de Babel y el Festival Internacional de Dramaturgia Contemporánea DramaFest. Desde el 2021 forma parte del Sistema Nacional de Creadores de Arte de México y en junio del 2022 se convirtió en la primera mujer en ser nombrada como directora artística de la Compañía Nacional de Teatro de México, cargo que actualmente desempeña.

## Trayectoria
Estudios
Estudió dirección de escena en el Núcleo de Estudios Teatrales con Ludwik Margules y Juan José Gurrola y actuación con Héctor Mendoza. Posteriormente, realizó estudios complementarios en The Lee Strasberg Method Studio de Londres y en el Madingley Hall de la Universidad de Cambridge en el Reino Unido. En el 2013 ganó una residencia del FONCA para realizar una estancia como directora invitada en la Real Escuela Superior de Arte Dramático de Madrid.
Teatro
Como directora, ha llevado a escena proyectos en diversos formatos que van, de obras pequeñas de site specific como El Iconoclasta, Y los huesos hablaron o Cuanta más luz, más sombra, hasta espectáculos de gran formato como Dreams: Adela en 5 tiempos u óperas como Aída o La Bella Helena, pasando por montajes de dramaturgia contemporánea como Iluminación o Histeria. Sin embargo, a lo largo de su carrera como escritora y directora, Cano se ha especializado en llevar a escena paráfrasis contemporáneas de su autoría a partir de textos clásicos, como Lady Hamlet, Cervantes versos Shakespeare, Moscú y Ariadna en Naxos.
Como actriz, ha participado en más de 30 obras de teatro, dentro de las que destacan Croll, Congelados, Las Meninas, Arizona y La Fundamentalista.
En 2004, junto a Nicolás Alvarado, creó la compañía Teatro de Babel y el Festival Internacional de Dramaturgia Contemporánea DramaFest, un laboratorio de creación e investigación de teatro a partir de la escritura contemporánea nacional e internacional. En el 2010 se suma a la compañía el director español Ignacio García con quien Cano inicia una mancuerna creativa. 
Como directora artística de Teatro de Babel Aurora Cano ha realizado coproducciones con el Reino Unido, Alemania, Estados Unidos, Chile, Argentina, España, Francia, Finlandia, Colombia, Australia, Suiza y Rusia.
Música
En paralelo a su carrera en el teatro, en 1995, junto con su hermano Iñaki (“Fobia” y “Moderatto”), creó el grupo musical “Aurora y La Academia”. La agrupación produjo 3 discos: Horas (PolyGram Records1997), La Inmovilidad (2001), y Efecto Chocolate (Sony Music 2009). Sus discos se editaron en México, Chile y Venezuela y llevó a cabo giras en México, Estados Unidos y España. En 1998 participó en el proyecto “De Diva Voz” junto con Julieta Venegas y Ely Guerra y en 2010 en la gira de conciertos en México y España de “Las Corregidoras” al lado de Natalia Lafourcade, Ely Guerra, Cecilia Toussaint, Susana Zabaleta, Regina Orozco y Amanditita. 
Cine
Aurora Cano ha participado en algunos proyectos cinematográficos como actriz: una docu-ficción sobre Elena Garro llamada La cuarta casa (José Antonio Cordero, 1994), Ondas Hertzianas (Ernesto Contreras, 1999), y Malos Hábitos (Simón Bross, 2006). 
Otras actividades
Ha sido invitada como observadora del programa de Lark Theatre de Nueva York, así como jurado del Premio Nacional de Dramaturgias Colombianas. En 2019 fue invitada por la Escuela del Teatro de Arte de Moscú, Rusia, a impartir una conferencia sobre la escena contemporánea en México en Teatro Stanislavsky y otra conferencia sobre la colaboración internacional en el Instituto Cervantes de Moscú. 
Ha sido profesora de la Universidad de las Américas de Puebla y la Escuela de Artes Escénicas de Yucatán y, desde el año 2016 a la fecha, es profesora invitada en la escuela Bande á part de Barcelona, España. 

## Reconocimientos
- “Fringe First” del Festival Internacional de Teatro de Edimburgo 2005 a Las chicas del 3.5 Floppies (dramaturgia: LEGOM, dirección: John Tiffany, producción: DramaFest) 2005
- Nominación a “Mejor actriz” por Las Meninas, Festival MESS de Sarajevo, Bosnia y Herzegovina 2011.
- “Premis FAD Sebastià Gasch D ́Arts Parateatrals” 2018, Barcelona, España, por Y los huesos hablaron (dirección de Aurora Cano y Sofía Asencio, Societat Doctor Alonso).
- “Premio Escénica - Ciudad de México” 2019 a DramaFest.
- Nominación al “Premio Silvia Pinal a Mejor actriz” de la Asociación de Periodistas Teatrales 2019 por La Fundamentalista.
- Miembro del Sistema Nacional de Creadores de Arte de México 2021
- “Insignia Azahariana” 2023, otorgada por el Senado de la República a mexicanos destacados en las artes escénicas.

## Obras de teatro
Como directora, dramaturga o adaptadora:
-      Bodas Inéditas Texto a partir de Bodas de Sangre y El Público de García Lorca, Teatro la Gruta del Helénico, 1999
-      Histeria de Terry Johnson / Versión en español y dirección de escena, Teatro Granero y Teatro Helénico, 2004-2005
-      Cena de Reyes de Nicolás Alvarado / Dirección de escena, Festival Internacional Cervantino, Teatro Juárez, Gto, Teatro de la Ciudad de Monterrey y Teatro Esperanza Iris de la CDMX, 2009. 
-      Lady Hamlet de W. Shakespeare / Adaptación y dirección de escena, Teatro Orientación INBAL, 2012
-      Iluminación de Johanna Murray Smith / Versión en español y dirección de escena, Teatro El Granero INBAL y Festival de Almada, Portugal, 2014-2015
-      El Iconoclasta de Alberto Barrientos / Dirección de escena, FIL Benito Juárez, 2014
-      La Bella Helena ópera de Jaques Offenbach / Dirección de escena en colaboración con Ignacio García. Teatro Principal de Mahón, Menorca, España 2015
-      Dreams: Adela en 5 tiempos Texto y dirección de escena, Priceless Mastercard, 2018
-      Cervantes versos Shakespeare texto y dirección de escena, Festival Internacional Cervantino, Sala Villaurrutia INBAL y Festival de Almagro, España, 2016-2018
-      Y los huesos hablaron dirección en colaboración con Sofía Ascencio, Festival Grec de Barcelona y giras por España 2016-2018
-      Un avvertimento ai gelosi ópera de Manuel García / Dirección de escena en colaboración con Ignacio García, Auditorio Nacional de Madrid, España, 2016.  
-      La Fundamentalista de Juha Jokela / Versión en español, Sala Salvador Novo, Teatro Julio Castillo, varias giras y festivales nacionales y Olimpiadas del Teatro en el Gobbi Hilda Stage del Teatro Nacional de Hungría, Budapest, 2020-2023
-      Moscú dramaturgia y dirección de escena, Teatro El Galeón, INBAL, Teatro Alarife Guadalajara, Teatro San Pedro Monterrey y Sala Principal del Teatro Nacional de Hungría en las Olimpiadas del Teatro de Budapest, 2020-2023.
-      En perseguirme mundo, ¿qué interesas? de Ximena Escalante, Conchi León, Carlos Pascual e Itzel lara / Dirección de escena, Centro Cultural de España en México y Festival de Almagro, España 2022
-      La verdad sospechosa de Juan Ruíz de Alarcón. Dirección (lectura dramatizada en checo) en el Instituto Cervantes de Praga, República Checa 2022. 
-      Ariadna en Naxos Texto y dirección / música de George Benda, Teatro Juan Ruíz de Alarcón, UNAM, 2023
-      Cuanta más luz, más sombra Texto y dirección, Ciudad de la Cultura de Galicia y CCEMx, CNT- CDG 2023
-      Cantata en la tumba de Federico García Lorca de Alfonso Reyes. Dirección de escena (lectura dramatizada), Capilla Alfonsina, CNT 2023. 

Como actriz
-      A chorus line de Marvin Hamlisch. Dir Michael Bennett, Teatro Silvia Pinal, 1989
-      Cats de Andrew Lloyd Webber. Dir. Trevor Nunn, Teatro Silvia Pinal, 1991
-      La Fábula Sombría texto y dirección Victor Weinstock, Teatro Santa Catarina, UNAM 1992
-      Juegos de Lunes a partir de textos de Elena Garro. Dir. José Antonio Cordero, Teatro Santa Catarina, UNAM, 1993
-      Misantropías de Héctor Mendoza. Dir. Flora Dantus, Capilla Gótica Helénico, 1993
-      La Amistad Castigada, de Juan Ruíz de Alarcón. Dir. Héctor Mendoza, Teatro Santa Catarina UNAM - CNT, 1994
-      Permanencia Involuntaria de Elena Guiochíns. Dir. Directores Marca Acme, Teatro Sergio Magaña y Teatro Helénico 1996-1997.
-      Bodas Inéditas, adaptación Aurora Cano. Dir. Dora Cordero, Foro La Gruta del Helénico y Festival de Santa Cruz, Bolivia, 1999
-      Plagio de palabras texto y dirección Elena Guiochíns, Festival de Teatro de Manta, Ecuador, 2002
-      Callejón, No me olvides de Jaime Chabaud. Dir. Juliana Faesler, CUT UNAM, 2002
-      Congelados de Brioney Lavery. Dir. Lorena Maza, Teatro Orientación, INBAL, 2006
-      Croll de Ernesto Anaya. Dir. José Antonio Cordero, CCU UNAM y Teatro Helénico, 2006-2007
-      La nueva Alejandría de Verónica Musalém. Dir. Lydia Margules, Claustro de Sor Juana y Teatro Experimental de Jalisco, 2010
-      Las Meninas de Ernesto Anaya. Dir. Ignacio García, Foro del MUAC-UNAM, Foro Shakespeare, Festival MESS de Sarajevo, Bosnia H., Sala 2 Matadero, Teatro Español de Madrid, Teatro Principal de San Sebastián, Teatro Tía Norica de Cádiz, Auditorio de Cuenca, Teatro Principal de Guanajuato 2010-2012
-      Arizona de Juan Carlos Rubio. Dir. Ignacio García, Teatro Helénico, Sala Villaurrutia INBAL; Teatro María Guerrero, Madrid; Teatro Colón de Bogotá; Cockpit Theatre de Londres; Teatteri Telakka, Finlandia; Festival de Miami y Auditorio Fernando Lopes-Graça, Almada, Portugal, 2013
-      Lágrimas sobre el viento, homenaje a León Felipe. Adapt. J.J. López Antuñano. Dir. Ignacio García, Teatro Principal de Zamora, España, 2014.
-      El secuestro de la Cuquis de Darío Fo y Franca Rame. Dir. Ignacio García, Teatro Helénico, 2015
-      La Fundamentalista de Juha Jokela. Dir. Ignacio García, Sala Salvador Novo ENAT, Teatro Julio Castillo INBAL, giras y festivales nacionales y Olimpiadas del Teatro Gobbi Hilda Stage del Teatro Nacional de Hungría, Budapest, 2020-2023